# Filip Bujoczek
Filip Bujoczek (ur. 7 marca 1994) – polski pływak, reprezentujący klub sportowy WKS Śląsk Wrocław. Specjalizuje się głównie w stylu dowolnym.

## Kariera
2-krotny brązowy medalista mistrzostw Europy juniorów z Belgradu w sztafecie 4 x 200 m stylem dowolnym i z Antwerpii w sztafecie 4 x 100 m stylem dowolnym, brązowy medalista mistrzostw świata juniorów w sztafecie 4 x 200 m stylem dowolnym.
Uczestnik mistrzostw Europy z Debreczyna na dystansach: 200 (34. miejsce) i 400 m stylem dowolnym (19. miejsce) oraz w sztafecie 4 x 200 m stylem dowolnym (10. miejsce).
Wielokrotny medalista Mistrzostw Polski.